# Jacques Coursil
Jacques Coursil (né le 31 mars 1938 dans le 18e arrondissement de Paris et mort le 26 juin 2020 à Aix-la-Chapelle en Allemagne,) est un professeur de linguistique, sémioticien, chercheur en philosophie des mathématiques, compositeur et musicien français de jazz. Son instrument de prédilection est la trompette.

## Biographie
Né de parents martiniquais, Jacques Coursil écoute beaucoup de jazz durant son enfance. Son père est membre du Parti communiste français de 1921 à 1965, il se passionne pour le mouvement ouvrier, la lutte anticolonialiste et la poésie.
En 1958, pendant la guerre d'Algérie Jacques Coursil part pour la Mauritanie puis au Sénégal à Dakar où il est accueilli par l'entourage de Léopold Sédar Senghor et séjourne pendant trois ans. Il s'intéresse aux indépendances des anciennes colonies françaises. De retour en France, il étudie la musique (notamment la trompette), les lettres et les mathématiques. En 1965, il apprend que Malcolm X a été assassiné et part pour les États-Unis. De 1965 à 1975, il est musicien de jazz, à New York. C'est une époque mouvementée socialement, où l’avènement du free jazz côtoie les happenings en art et les mouvements hippies. Pendant toutes ces années, il va côtoyer et travailler avec les plus grands musiciens américains de la scène du Jazz et de la musique contemporaine.
Il étudie avec le grand compositeur Noel DaCosta avec qui il jouera du Luciano Berio et du Luigi Nono, puis avec le trompettiste d'avant-garde Bill Dixon. Il fonde un groupe avec lequel il revient à Paris où il enregistre deux albums The Way aAead et Black Suite en 1969. Il quitte à nouveau Paris pour New-York. C'est également pendant cette période qu'il commence à étudier la philosophie des mathématiques. Il rentre en France en 1975 et enseigne en alternance la littérature et la linguistique théorique. Il soutient deux thèses, l’une en Lettres, en 1977, et l’autre en Sciences, en 1992. En 1995, il s'installe en Martinique où il enseigne pendant 10 ans à l'université des Antilles et de la Guyane. Sa connaissance approfondie du corpus de Ferdinand de Saussure et des théories générales de linguistique moderne sont largement reconnus. En 2000, il publie La Fonction muette du langage. Il enseigne ensuite aux États-Unis à l’université Cornell et enfin à l’université de Californie à Irvine. Pendant cette période universitaire, il travaille la trompette de manière atypique, se concentrant sur le souffle et des manières nouvelles de faire sonner l'instrument.
En 2005, un de ses anciens élèves devenu producteur John Zorn, lui propose de sortir un album sur son label Tzadik. Enregistré en une nuit, ce sera l'album Minimal Brass. Il déclare à propos de cet album : « La musique peut aussi être une rivière souterraine qu’on travaille sans relâche. Je ne suis pas revenu, elle était toujours là ; elle a jailli, c’est tout. » L'année suivante, il apparaît sur l'album free jazz/ rap de Rocé : Identité en crescendo. En 2007, c'est la sortie de Clameurs, un oratorio contemporain avec des textes de Frantz Fanon, des poètes martiniquais Édouard Glissant et Monchoachi et du poète arabe noir Antar. En 2010, Trails of Tears raconte le calvaire enduré par les indiens Cherokees au XIXe siècle, notamment lorsqu'ils furent déplacés de force à la suite de l'Indian Removal Act et que beaucoup moururent en chemin.

## Publications
- Grammaire analytique du français contemporain. Essai d'intelligence artificielle et de linguistique générale, Caen, 1992.
- La fonction muette du langage : essai de linguistique générale contemporaine, coédition Ibis rouge éditions (Petit-bourg) et Presses universitaires créoles-GEREC (Schœlcher), 2000, 105 p.,  (ISBN 2-84450-090-0), (BNF 37688645).
- Valeurs pures. Le paradigme sémiotique de Ferdinand de Saussure, Limoges, Lambert-Lucas, 2015, 248 p.,  (ISBN 978-2-35935-113-2).